# Markus Ragger

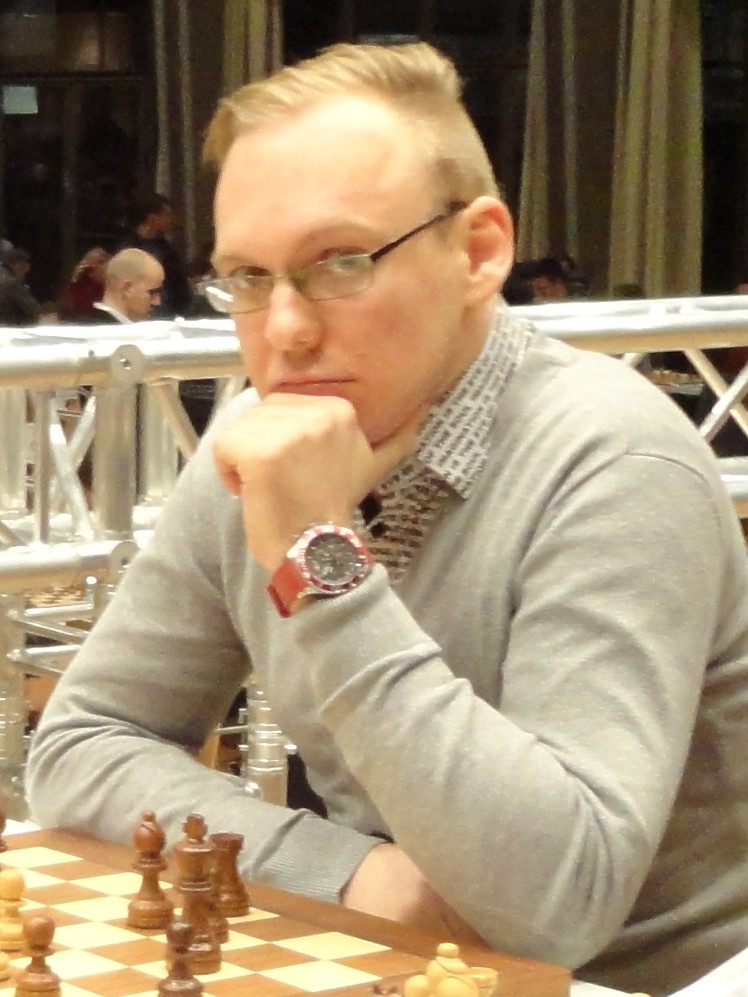
Markus Ragger, 2016

Markus Ragger (Klagenfurt, 5 februari 1988) is een Oostenrijkse schaker met een FIDE-rating van 2434 in 2005 en 2697 in 2016. Hij is grootmeester (GM).

## Beginjaren
Het schaken leerde hij van zijn grootouders. Markus Ragger bezocht een 'Volksschule' in Maria Saal en deed zijn 'Matura' aan het Ingeborg-Bachmann-Gymnasium in Klagenfurt. Zijn civiele dienstplicht vervulde hij in het bfz-Sozialpädagogisches Zentrum, een centrum voor het steunen van gehandicapten in hun ontwikkeling, in Klagenfurt. Aan de Universiteit van Klagenfurt studeerde hij wiskunde, maar brak deze studie af om voorrang te geven aan zijn carrière als professioneel schaker.

## Resultaten
In 1996 werd hij op achtjarige leeftijd nationaal Oostenrijks jeugdkampioen in de categorie onder 10 jaar. Daarna lukte het hem nog 6 keer om nationaal Oostenrijkse jeugdkampioenschappen te winnen, bv. in mei 2002 het kampioenschap in de categorie tot 14 jaar, in Saalfelden am Steinernen Meer. In 2002 werd hij in Iraklion vierde bij het jeugdwereldkampioenschap in de categorie tot 14 jaar. In 2003 werd hij FIDE-Meester (FM), in 2005 Internationaal Meester (IM), op dat moment de jongste Oostenrijkse IM in de geschiedenis. De eerste twee IM-normen behaalde hij in maart 2005 in Deizisau: bij het internationale jeugdkampioenschap in Duitsland en het Neckar-Open. De derde IM-norm behaalde hij in seizoen 2004/05 van de Oostenrijkse bondscompetitie. In augustus 2004 werd in het Oostenrijkse Mureck het Europese kampioenschap voor jeugdspelers gehouden; Ragger won in de categorie tot 16 jaar. In november 2004 werd hij in Iraklion achtste op het wereldkampioenschap in de categorie tot 16 jaar. In 2005 eindigde hij 2e bij het 'internationaal Duitse' jeugdkampioenschap. In augustus 2005 speelde hij mee in het toernooi om het kampioenschap van Oostenrijk dat in Gmunden verspeeld werd. Hij eindigde met 6 punten uit 11 ronden op de vijfde plaats.
In 2005 werd hij in de Oostenrijkse deelstaat Karinthië met grote voorsprong gekozen tot sporter van het jaar.
In juli 2007 won hij in Velden am Wörther See het Karinthische schaakfestival en behaalde een GM-norm. Bij het Europees schaakkampioenschap voor landenteams in 2007 in Iraklion bleef hij aan het eerste bord van het Oostenrijkse team ongeslagen en behaalde zijn tweede GM-norm. De derde GM-norm behaalde hij in seizoen 2007-2008 van de Oostenrijkse bondscompetitie, waarna hem in maart 2008 de grootmeester-titel werd verleend. Daarmee is hij na de in 2000 overleden Karl Robatsch de tweede Karinthische grootmeester. In juli 2008 werd hij in Leoben kampioen van Oostenrijk. Deze titel wist hij in 2009 in Jenbach en in 2010 in Wenen te verdedigen. Bij het EK voor individuele schakers werd hij in 2007 in Dresden 65e, in 2009 in Budva werd hij 74e en in 2010 in Rijeka werd hij 46e. In 2011 in Aix-les-Bains werd hij 6e, in 2012 in Plovdiv 25e en in 2013 in Legnica 18e. In 2015 won hij de Politiken Cup in Helsingør. Met het nationale Oostenrijkse team nam Ragger in 2008, 2010, 2012 en 2014 deel aan de Schaakolympiade, en in 2007, 2009, 2011 en 2013 aan de Europese schaakkampioenschappen voor landenteams waarbij hij aan het eerste bord speelde. Op het Grenke Chess Open 2016 in Karlsruhe behaalde hij een gedeelde 7e plaats met 7 pt. uit 9.
Ragger is de enige Oostenrijker die een FIDE-rating boven de 2600 bereikt heeft (situatie april 2016). Zijn top-rating 2698 bereikte hij in oktober 2015, hiermee is hij nummer 48 op de FIDE-wereldranglijst, en de eerste Oostenrijker in de Top 50.

## Verenigingen
Op zesjarige leeftijd sloot Markus Ragger zich aan bij de schaakvereniging SK Maria Saal, waarbij hij tegenwoordig nog steeds speelt. Sinds seizoen 2005/2006 speelt hij in de hoogste Oostenrijkse klasse. In het seizoen 2015/2016 won hij met SK Maria Saal voor de eerste keer de clubcompetitie van Oostenrijk. Daarnaast speelde Ragger in de Griekse clubcompetitie (voor Korydallos) en speelde voor schaakverenigingen in Kroatië, Slovenië (voor ŽŠK Maribor, de Sloveense kampioen in 2011), Bosnië (in 2011 in Neum voor de kampioen ŠK Bosna Sarajevo), Baskenland (voor Club Ajedrez Sestao), Noorwegen (voor de Vålerenga Sjakklubb, waarmee hij in 2016 kampioen werd) en Frankrijk (voor Club de Bischwiller, waarmee hij in 2015 kampioen werd). In de Duitse bondscompetitie speelt hij sinds 2007 voor het Schachgesellschaft Solingen, waarmee hij in 2016 kampioen werd. Hij werd getraind door de grootmeester (GM) Duško Pavasovič (spelend bij Maria Saal), door GM Artur Joesoepov en door de Oostenrijkse nationale trainer Zoltán Ribli.

## Trivia
De Österreichischer Schachbund (Oostenrijkse schaakbond) ontving in 2018 een subsidie van € 2.741 vanuit de federale overheid van Oostenrijk, ten behoeve van het topsportprogramma van Markus Ragger, in het kader van de subsidieregeling „Team Rot-Weiß-Rot (TRWR)”.

## Externe koppelingen
- (en)   Informatie over schaakpartijen van Markus Ragger op ChessGames.com
- (en)   Informatie over schaakpartijen van Markus Ragger op 365chess.com
- (en)  FIDE-ratinggegevens voor Markus Ragger
- website van Markus Ragger